# Den fremmede Mor
Den fremmede Mor (originaltitel Min and Bill) er en amerikansk dramakomedie fra 1930, instrueret af George W. Hill.
Manuskriptet blev skrevet af Frances Marion og Marion Jackson, baseret på romanen Dark Star af Lorna Moon.
Filmen havde Marie Dressler og Wallace Beery i hovedrollerne. Dressler vandt en Oscar for bedste kvindelige hovedrolle for sin rolle i filmen.

## Eksterne Henvisninger
- Den fremmede Mor på Internet Movie Database (engelsk)
- Den fremmede Mor i Svensk Filmdatabas (svensk)
- Den fremmede Mor på AlloCiné (fransk)
- Den fremmede Mor på MovieMeter (nederlandsk)
- Den fremmede Mor på AllMovie (engelsk)
- Den fremmede Mor hos American Film Institute (engelsk)
- Den fremmede Mors profil hos Encyclopædia Britannica Online (engelsk)
- Den fremmede Mor på Turner Classic Movies (engelsk)
- Den fremmede Mor på The Movie Database (engelsk)
- Den fremmede Mor på Rotten Tomatoes (engelsk)